# Kamień Krajeński (plaats)
Kamień Krajeński is een stad in het Poolse woiwodschap Koejavië-Pommeren, gelegen in de powiat Sępoleński. De oppervlakte bedraagt 3,65 km², het inwonertal 2276 (2005).

## Verkeer en vervoer
- Station Kamień Krajeński